# Silo van Asturië
Silo (? - Pravia, 783) was koning van Asturië van 774 tot 783.
Hij was getrouwd met Adosinda, dochter van koning Alfons I, de Katholiek, waaraan hij zijn verkiezing te danken had. Bij zijn troonsbestijging verplaatste hij de hoofdstad van het Koninkrijk Asturië van Cangas de Onís naar Pravia, meer centraal gelegen in het land maar tevens omdat het zijn streek van afkomst was en daar veel grond bezat.
Met de Arabische heersers onderhield hij een periode van vrede, mede omdat hijzelf deels van Moorse afkomst was via zijn (verder onbekende) moeder.
Het koningspaar bleef kinderloos en na zijn dood trachtte weduwe Adosinda haar neef Alfons als opvolger op de troon te plaatsen. Door een revolte lukte dit echter niet en kwam de macht in handen van haar bastaardbroer Mauregato.